# East Broadway (métro de New York)
East Broadway est une station souterraine du métro de New York située dans le Lower East Side au sud-est de Manhattan. Elle est située sur une unique ligne (au sens de tronçon du réseau), l'IND Sixth Avenue Line (métros orange), issue du réseau de l'ancien Independent Subway System (IND). Le service F y transite 24/7.